# Sophia Akuffo

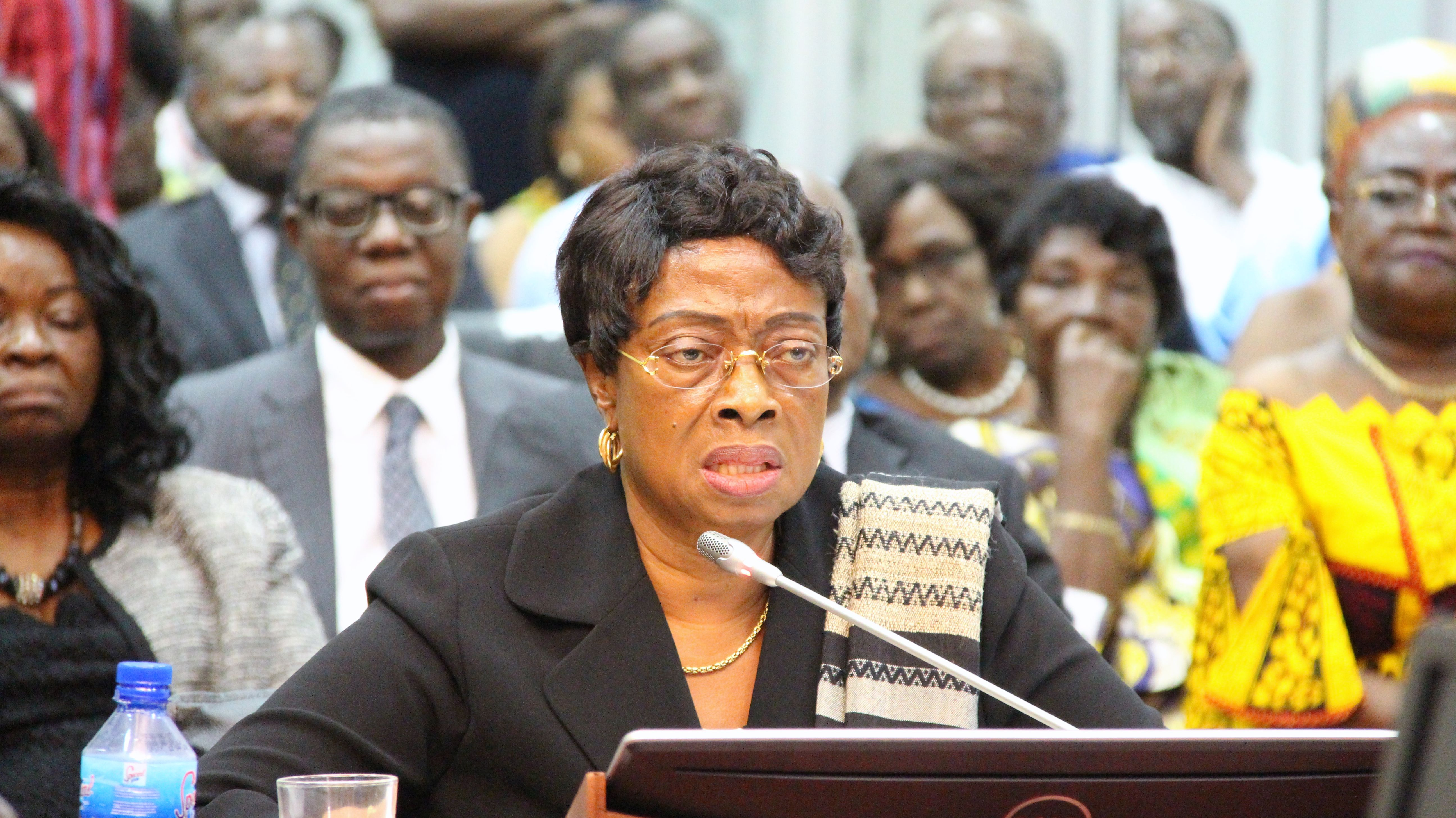
Sophia Akuffo (2017)

Sophia Abena Boafoa Akuffo (* 20. Dezember 1949 in Akropong-Akuapem) ist eine ghanaische Juristin. Sie ist ehemalige Richterin am Supreme Court of Ghana und am Afrikanischen Gerichtshof für Menschen- und Völkerrechte sowie ehemalige Chief Justice von Ghana.

## Leben und Wirken
Akuffo studierte ab 1969 Rechtswissenschaften an der Universität von Ghana, wo sie mit dem Erwerb des Bachelor of Laws ihren Abschluss machte. Anschließend absolvierte sie an der Ghana School of Law die Ausbildung zur Rechtsanwältin, die sie 1975 abschloss und die Zulassung zur ghanaischen Anwaltschaft erhielt. Während der folgenden zwanzig Jahre war sie als Rechtsanwältin bei verschiedenen Kanzleien und als Rechtsberaterin und beim ghanaischen Außenministerium tätig. 1995 trat Akuffo in den Justizdienst ein. Ohne je an einem Instanzgericht tätig gewesen zu sein, wurde sie im November 1995 als zweite Frau überhaupt an den Supreme Court of Ghana berufen. 2006 wurde sie gemeinsam mit Kellelo Mafoso-Guni als eine der ersten beiden Frauen an den Afrikanischen Gerichtshof für Menschen- und Völkerrechte berufen. 2008 wird Akuffo zur Vizepräsidentin und 2012 als erste Frau für zwei Jahre zur Präsidentin dieses Gerichts gewählt. 2014 schied sie dort aus. Während dieser Zeit behielt sie ihre Stellung am ghanaischen Supreme Court bei und prägte das ghanaische Rechtssystem mit wegweisenden Urteilen. Etwa durch das Urteil im Fall Mensah v. Mensah (2012) wurden die Eigentumsrechte von Ghanaerinnen im Scheidungsfalle bedeutend gestärkt. Durch ihre Entscheidung in Martin Kpebu v. The Attorney-General wurde klargestellt, dass die Vorführpflicht von Arretierten vor einen Richter binnen 48 Stunden nach Art. 14(3) der ghanaischen Verfassung auch an Feiertagen und Wochenenden Geltung beansprucht.
2017 wurde Akuffo als Nachfolgerin von Georgina Theodora Wood zur Chief Justice von Ghana ernannt. In dieser Funktion als oberste Richterin Ghanas setzte sie den Kampf ihrer Vorgängerin gegen die Korruption im Land fort und setzte sie sich für die Digitalisierung der Justiz ein. 2019 schied sie nach Erreichen der Höchstaltersgrenze aus dem Amt aus; ihr Nachfolger wurde Kwasi Anin-Yeboah. Nach ihrer justiziellen Laufbahn wurde Akuffo unter anderem Mitglied im Rat der Universität von Ghana.